# Andrzej Pastwa
Andrzej Pastwa (ur. 1960) – polski duchowny katolicki, kapłan archidiecezji katowickiej, doktor habilitowany nauk prawnych w zakresie prawa kanonicznego, kanonista, profesor nadzwyczajny i kierownik Katedry Prawa Kanonicznego i Ekumenizmu Wydziału Teologicznego Uniwersytetu Śląskiego (WT UŚ).

## Życiorys
W 1987 otrzymał święcenia kapłańskie. W 1991 ukończył studia na Wydziale Prawa Kanonicznego i Świeckiego Katolickiego Uniwersytetu Lubelskiego. Tam też w 1995 uzyskał stopień naukowy doktora nauk prawnych w zakresie prawa kanonicznego, a w 2008 stopień naukowy doktora habilitowanego nauk prawnych w zakresie prawa kanonicznego. Jest profesorem nadzwyczajnym na WT UŚ.
W 1992 został notariuszem, a w 2004 sędzią w Sądzie Metropolitalnym w Katowicach.

## Członkostwo w korporacjach naukowych
- Consociatio Internationalis Studio Iuris Canonici Promovendo
- Stowarzyszenie Kanonistów Polskich
- Komisja ds. Stosunków Polsko-Czeskich i Polsko-Słowackich Polskiej Akademii Nauk[1].

## Wybrane publikacje
- Prawne znaczenie miłości małżeńskiej, Katowice 1999
- Istotne elementy małżeństwa. W nurcie odnowy personalistycznej, Katowice 2007
- „Przymierze miłości małżeńskiej”. Jana Pawła II idea małżeństwa kanonicznego, Katowice 2009[1]